# Euphorbia delicatissima
Euphorbia delicatissima är en törelväxtart som beskrevs av Susan Carter. Euphorbia delicatissima ingår i släktet törlar, och familjen törelväxter. Inga underarter finns listade i Catalogue of Life.